# رودريغو خافيير نويا
رودريغو خافيير نويا (بالإسبانية: Rodrigo Javier Noya)‏ هو لاعب كرة قدم مكسيكي وأرجنتيني في مركز الدفاع، ولد في 31 يناير 1990 في بوينس آيرس في الأرجنتين. لعب مع تيبورونيس روخوس دي فيراكروز.

## وصلات خارجية
- رودريغو خافيير نويا على موقع قاعدة بيانات كرة القدم.إي يو (الإنجليزية)
- رودريغو خافيير نويا على موقع Soccerway.com (الإنجليزية)
- رودريغو خافيير نويا على موقع AS.com (الإسبانية)